# Левково (Ленінградська область)
Левково (рос. Левково) — присілок у Лодєйнопольському районі Ленінградської області Російської Федерації.
Населення становить 1 особу. Належить до муніципального утворення Альоховщинське сільське поселення.

## Історія
Згідно із законом від 20 вересня 2004 року № 63-оз належить до муніципального утворення Альоховщинське сільське поселення.

## Населення
| 1879 | 1885 | 1905 | 1927 | 1961 | 1997 | 2007 |
| ---- | ---- | ---- | ---- | ---- | ---- | ---- |
| 77   | ↘76  | ↗145 | ↗155 | ↘59  | ↘3   | ↘1   |
| 2010 | 2014 | 2015 | 2016 |      |      |      |
| →1   | →1   | →1   | →1   |      |      |      |